# Molí de Terrers
El Molí de Terrers és un molí fariner situat al peu del Riu del Coll de Jouet, afluent de l'Aiguadora al municipi de Capolat (al Berguedà). Situat prop de la masia amb el mateix nom i l'església romànica de Terrers, fou construït al s. XVII o començaments del s. XVIII.
És una construcció d'estructura clàssica coberta a dues aigües amb el carener perpendicular a la façana de ponent; els murs són fets de carreus de pedra irregulars sense desbastar disposats en fileres. Les obertures són petites quadrades i amb llindes de fusta. A redós del vell molí, orientat a llevant, es va construir el casal moliner, refet a principis dels noranta del segle xx.